# 海妖與尤利西斯

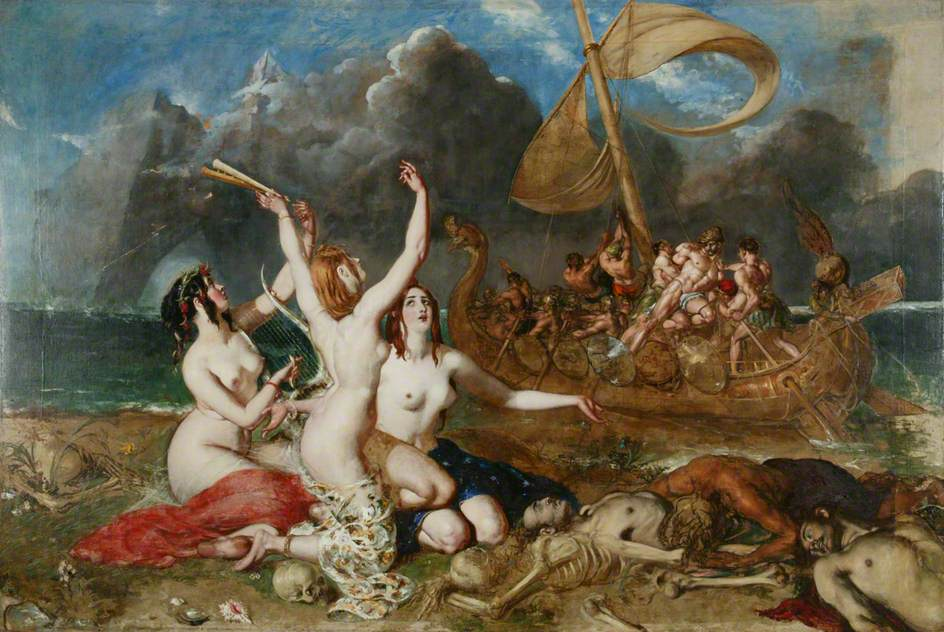
《海妖与尤利西斯》，1837年，442.5厘米×297厘米（14英尺6英寸×9英尺9英寸）。

《海妖与尤利西斯》（英語：The Sirens and Ulysses）是英国艺术家威廉·埃蒂创作的一幅大型布面油画。这幅画首次展出于1837年，其描绘了荷马《奧德賽》中尤利西斯抵抗海妖们迷人的歌声的场景：画面中，奥德修斯让船上的船员把他绑起来，同时命令船上的船员堵住自己的耳朵以防止船員們听到歌声。
与女妖作为人与动物的嵌合体的传统形象不同，威廉·埃蒂在画中将海妖描绘成在一个布满腐烂尸体的岛上的裸体年轻女性。因此，这幅画在首次展出时就出現了意见分歧：一些评论家对它大加赞赏，而另一些评论家则嘲笑它无味和令人不快。可能是由于其尺寸异常巨大，作品在最初時未成功售出，直至1837年下半年，这幅画作方才被曼彻斯特的一位名叫丹尼尔·格兰特（英語：Daniel Grant）的商人以低廉的价格买下。而这位商人在买下画作后不久去世，画作后被其弟捐予曼彻斯特皇家学會。
由于采用了实验性的油画工艺，《海妖与尤利西斯》自完成起即开始变质。画作曾在1849年的伦敦埃蒂作品個人大展和1857年的曼彻斯特艺术珍品展上展出，但后来這幅畫因状态过差无法无法继续公开展出，于是被存放在画廊的档案室中。一直到2003年，曼彻斯特美术馆才开始着手修复这幅作品。2010年，这幅画作在尘封150年后在曼彻斯特美术馆开始展出。

## 背景

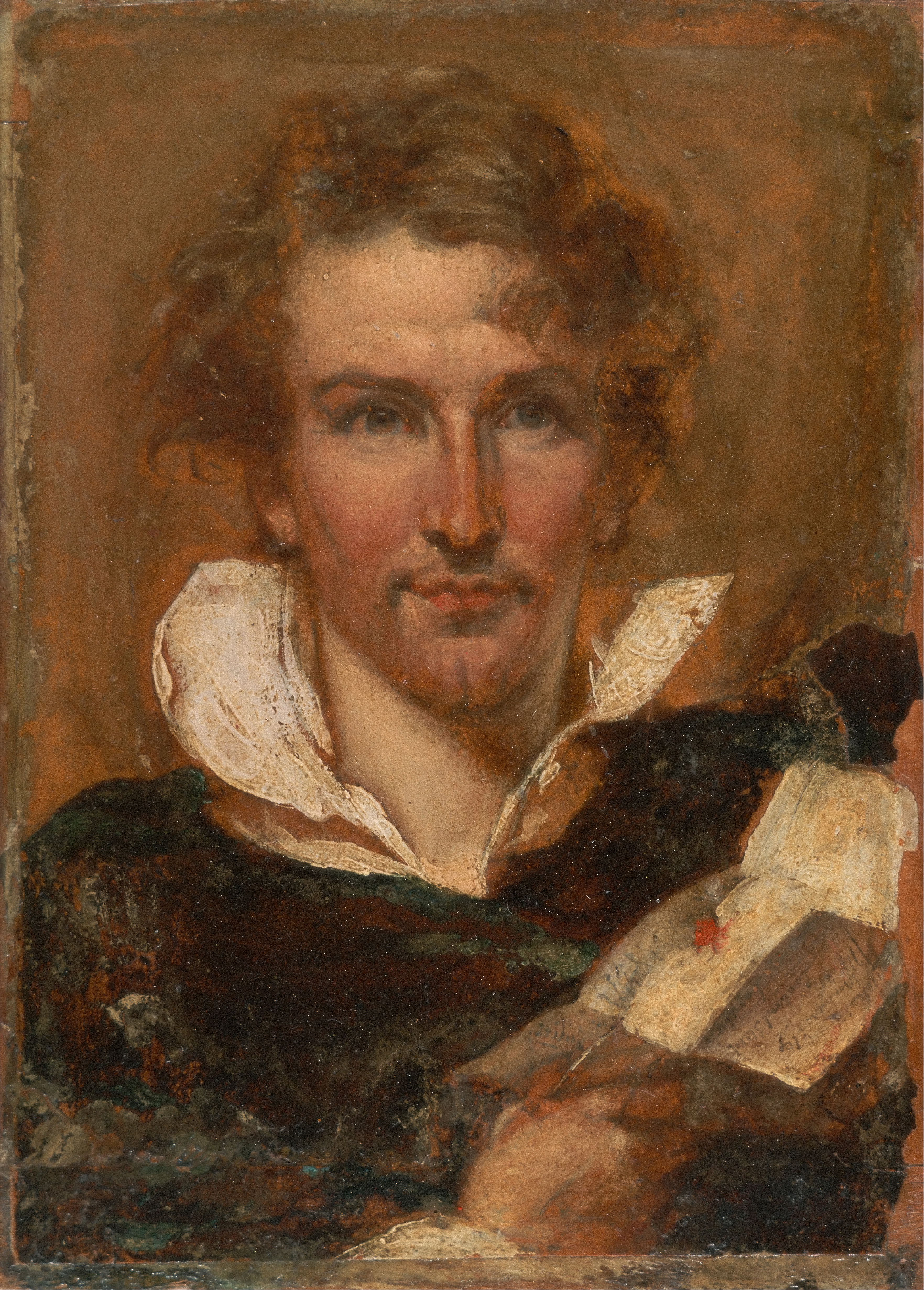
威廉·埃蒂的自畫像（1823年）

威廉·埃蒂（1787年－1849年）出生于英格兰的约克，原本在临近的赫尔做印刷学徒。结束学徒生涯后，18岁的他搬到了伦敦成为一名艺术家。受到提香和鲁本斯的作品的强烈影响，他逐渐以画圣经、文学和神话背景下的裸体人物闻名。虽然他的许多同行非常欣赏他，并在1828年选举他为正式的皇家院士，但也有人谴责他的作品内容不雅。
在埃蒂早期的职业生涯中，埃蒂受到了富有的律师托马斯·迈尔斯（英語：Thomas Myers）的高度评价。迈尔斯曾在伊顿学院接受教育，因此对古典神话有很好的了解。从1832年起，迈尔斯就经常写信给埃蒂，建议可能可行的绘画题材。迈尔斯深信巨幅画作有很大的市场，因此鼓励埃蒂创作这样的作品。1834年，迈尔斯建议以尤利西斯遭遇海妖为主题。这是《奧德賽》中的一个场景：船上的船员驶过海妖们的岛屿，海妖们以其优美的歌声而闻名，引诱水手们去送死。尤利西斯想听海妖們的歌声，于是让船员把他绑在船桅上，严令不得松绑；之后船員把自己的耳朵堵住，直到他们安全地离开小岛的范围。
尤利西斯遭遇海妖的题材很适合埃蒂的口味，正如他当时写道：“在我所有的精彩画作中，我的目标一直是去描绘某种偉大的心灵上的寓意[...]抵制肉體上的快樂（英語：SENSUAL DELIGHTS）的重要性。”埃蒂可能参考了亚历山大·波普的《奧德賽》译本而创作了《海妖与尤利西斯》，波普版的《奧德賽》如是描述尤利西斯遭遇海妖的故事：「他们的歌声是死亡，並造成破壞／不愿音乐赢得的人留下来／靠近那被诅咒的海岸，听那歌声...／它们在翠绿的草地上嬉戏，而且到处都是它們／地上躺着洁白的人體骨骼／被污染的地面漂浮着人类的血迹／人类的屠杀玷污了這片可怕的海岸。」。

## 内容创作

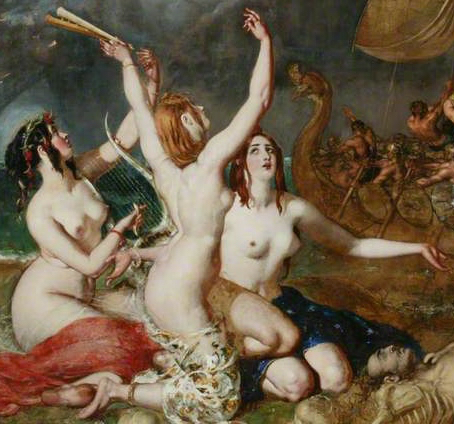
海妖的外觀相似，這幅畫可能以三個不同的姿勢描繪了同一模特

《海妖与尤利西斯》描繪的是三个海妖在一个小岛上唱歌，周围是死去的水手的腐烂尸体，從背景中可见，在升起了乌云的時候，尤利西斯被绑在船的桅杆上。
尤利西斯显得比他的水手伙伴们大，而海妖们则以传统的戏剧性姿势伸出手臂。三位海妖在外形上非常相似，埃蒂的传记作者伦纳德·罗宾逊（英語：Leonard Robinson）认为，埃蒂很可能将同一个海妖模型画成了三种不同的姿势，罗宾逊认为海妖们的传统姿势是埃蒂终生参加学院生活课的结果，因为那裡的模特总是以传统的姿势出现。而约克美术馆前馆长理查德·格林（英語：Richard Green）则认为海妖们的姿势是向鲁本斯的《马赛下船》中的尼瑞德致敬。埃蒂很欣赏这幅作品，他在1823年复制了一幅。
《奥德赛》中并没有对海妖的体貌进行描述，而传统的希腊人对海妖的描繪是「鸟與狮子」或「鸟與人類」的嵌合体。埃蒂解释说，海妖的形体一旦出海就完全变成了人类，這個解釋合理化了埃蒂将他繪畫的海妖的外表完全的人类外表化。此後許多該主題的畫家都採用了這種方法。
埃蒂为这幅画付出了大量的心血，包括到太平间去写生海妖岛上的死尸和腐烂的尸体，他對真實屍體的使用已廣為人知，因此引起了一些评论家的抱怨和負面評價。虽然他在1836年到过布莱顿进行繪畫方面的海洋研究，但由於埃蒂几乎没有风景和海景画的经验，因此与該作品的其他組成部分相比，大海和云彩的画法很粗糙。

## 评价与反响
这幅画是埃蒂当时最大的作品。作品完成于1837年，同年晚些时候在英国皇家艺术学院展出，并悬挂在学院位于特拉法加广场的新建築中（现为国家美术馆）。这幅作品以及埃蒂的创作方法引起了不同的意见。《绅士杂志》认为它是「埃蒂先生迄今为止画过的最好的画作......它是第一流的历史作品，充满了各种美感」；而《旁观者》则将其描述为「令人厌恶的妖和令人厌恶的腐爛感的組合──色彩艳丽、表现精彩，但构思的品味却很糟糕」。

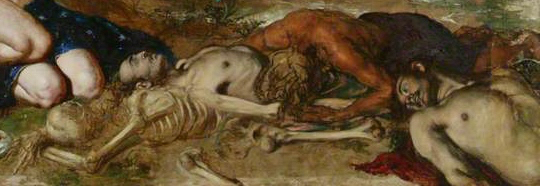
腐爛的屍體是在太平间上提取的真實屍體，因此冒犯了一些批評家

可能是由于画作的尺寸太大，画作在1837年夏季画展上未能售出。1837年10月，一位來自曼彻斯特的棉布商人是埃蒂的崇拜者，名為丹尼尔·格兰特（英語：Daniel Grant）。他已经向埃蒂订购了《维纳斯和她的鸽子》（英語：Venus and her Doves）。格蘭特在希顿公园赛马场遇到了埃蒂，并提出以200英镑的价格购买《海妖与尤利西斯》和埃蒂的小幅作品《被大利拉背叛的的参孙》（英語：Samson Betrayed by Delilah）。埃蒂希望这两幅画能卖到400英镑，但当格兰特告诉埃蒂，他的公司当年亏损了10万英镑时，埃蒂決定为这两幅画的價格改為300英镑。格兰特反价250英镑（按今天的价格计算，约为24,000英鎊。埃蒂拒绝了。当天晚上临走时，格兰特突然说：「你愿意收下这笔钱吗？」埃蒂惊讶地答应了。不久后格兰特去世，将这幅画留给了他的弟弟威廉，威廉又在1839年将这幅画送给了曼彻斯特皇家学会。
埃蒂认为这幅画是他最好的作品，坚持将其作为他1849年皇家艺术协会个人展覽的核心作品。然而直到埃蒂和一些有影响力的朋友到曼彻斯特請求曼彻斯特皇家学会允許他们展覽這幅畫作品前，曼彻斯特皇家学会担心这幅画會因移动而被损坏，因此拒绝将其用于展览。埃蒂在當年下半年去世，他的作品受到了短暂的歡迎。随着时间的推移，人们对埃蒂的兴趣逐渐下降。到19世纪末，他的所有画作的售價已经低于其原价。由于作品很少展出，因此尽管這幅畫被认为对弗雷德里克·雷頓1858年的《渔夫与海妖》（英語：The Fisherman and Syren）有影响，但对后来的艺术家們影响不大。

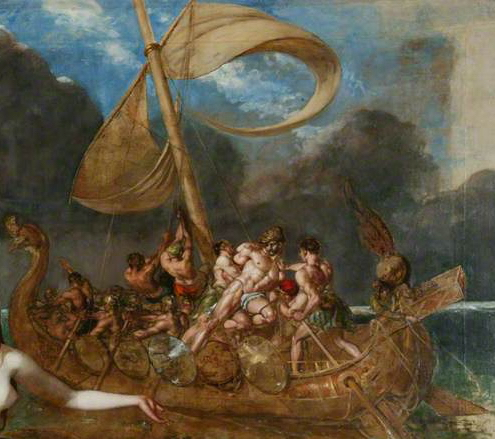
被船員們捆绑的尤利西斯。可見尤利西斯比船员們大得多

《海妖與尤利西斯》是我的藝術作品，在我的生活中取得的巨大成就之一，我再也做不到。——威廉·埃蒂

## 收藏和修复
埃蒂曾使用实验性技术制作《海妖与尤利西斯》，使用强效胶水作为颜料稳定剂，这使得颜料干得又硬又脆，一旦干了就会剥落。由于画作体积大，导致它一移动就会弯曲。从完成的那一刻起，它就开始恶化。在1857年艺术珍品展上展出后，它被人认为状况太差，不适合公开展出，于是被长期存放在曼彻斯特皇家学院的档案室中。1882年，曼彻斯特皇家学院的建筑及藏品依据曼彻斯特当地议会法令移交给如今的曼彻斯特美术馆，画作因而改归后者所藏。
20世纪中，人們曾多次尝试修复《海妖与尤利西斯》，但均未成功，反而在一次尝试清洁画作的過程當中，无意地进一步损坏了颜料。2003年，曼彻斯特美术馆的工作人员认定，如果不进行保护工作，这幅画很快就会无法修复。Esmée Fairbairn基金会和AXA艺术品保险为修复工作提供了资金支持。画作从1930年代加装的内衬画布中取出。随后，异丁胶和粉笔的混合物被用于修复画作表面，此前尝试修复时添加的颜料去除亦被去除，另外在画作背面添加了新的双层画布，并将三层画布粘合在一起。2006年，修复后的画作从保护工作室搬回曼彻斯特美术馆。該美术馆的九号画廊部分被改造成临时工作室，向公众开放，观看最后的修饰工作，直到2010年完成。
《海妖与尤利西斯》目前挂在三号画廊。

## 腳註
1. ↑  Robinson（2007）指出，迈尔斯认为大型裸体女性画作有很大的市场是错误的。在埃蒂的年代，艺术品买家不再主要是土地贵族，而是那些不太可能有墙面空间来悬挂大型作品的商人。这类新的买家也不太可能为家庭中的男性和女性成员准备单独的房间，而女性很可能反对在用于招待客人的房间里摆放大型裸体画。[5]